# Miquel Capellà Moià
Miquel Capellà Moià (Palma de Mallorca, 1946-Ibidem., 2 de marzo de 2020) fue un abogado y diplomático español. Cónsul Honorario de la República de Croacia en las Islas Baleares. Fue nombrado para esta representación consular el 22 de febrero de 2006.

## Datos Académicos
Licenciado en Derecho por la Universidad Autónoma de Barcelona (1974). Ese mismo año obtuvo el Premio extraordinario de Licenciatura de la Universidad de las Islas Baleares.

## Vida
En 1987 abre despacho en Palma de Mallorca y funda, junto a su colega Josep Melià Pericàs, el despacho de abogados Melià & Capellà desde donde ejerció la abogacía. Posteriormente, dicho despacho cambió su denominación a la de Bufete Capellà, y se especializó en la contratación, el derecho mercantil, inmobiliario y el concursal.
En octubre de 1986 fue nombrado vicepresidente del Consejo Social de la Universidad de las Islas Baleares, cargo que ocuparía hasta 1990. Desde allí colaboró con muchas iniciativas sociales y culturales.
En 1999 fue nombrado presidente de Sa Nostra Caixa de Balears. Un año después, en marzo 15 de marzo de 2000 fue nombrado miembro del Consejo de Administración de la Confederación de las Cajas de Ahorro (CECA). Seis meses después, en septiembre de 2001 fue elegido presidente de la European Federation of Building Societes. Mantendría simultáneamente estos tres cargos hasta principios de 2002, año en que abandonaría primero la presidencia de Sa Nostra Caixa de Balears y más tarde el cargo de la Confederación de las Cajas de Ahorro. Finalmente en 2006 fue nombrado Cónsul Honorario de la república de Croacia, cargo que desempeñó hasta su fallecimiento.
Aparte de estos nombramientos, Miquel Capellà desempeñó diferentes cargos en varios Consejos de Administración de Empresas del sector turístico y financiero.
El 2 de marzo de 2020 falleció a los 74 años de edad.